# Montalagier
Montalagier (en francès Montéléger) és un municipi francès situat al departament de la Droma i a la regió d'Alvèrnia-Roine-Alps. L'any 2007 tenia 1.885 habitants.

## Demografia

### Població
El 2007 la població de fet de Montéléger era de 1.885 persones. Hi havia 552 famílies de les quals 102 eren unipersonals (53 homes vivint sols i 49 dones vivint soles), 191 parelles sense fills, 227 parelles amb fills i 32 famílies monoparentals amb fills.
La població ha evolucionat segons el següent gràfic:
Habitants censats

### Habitatges
El 2007 hi havia 608 habitatges, 560 eren l'habitatge principal de la família, 16 eren segones residències i 32 estaven desocupats. 539 eren cases i 68 eren apartaments. Dels 560 habitatges principals, 448 estaven ocupats pels seus propietaris, 99 estaven llogats i ocupats pels llogaters i 13 estaven cedits a títol gratuït; 4 tenien una cambra, 20 en tenien dues, 65 en tenien tres, 119 en tenien quatre i 353 en tenien cinc o més. 470 habitatges disposaven pel capbaix d'una plaça de pàrquing. A 203 habitatges hi havia un automòbil i a 337 n'hi havia dos o més.

### Piràmide de població
La piràmide de població per edats i sexe el 2009 era:
| Homes | Edats   | Dones |
| ----- | ------- | ----- |
| 0     | 95 o +  | 16    |
| 4     | 90 a 94 | 36    |
| 8     | 85 a 89 | 32    |
| 12    | 80 a 84 | 16    |
| 24    | 75 a 79 | 24    |
| 20    | 70 a 74 | 4     |
| 48    | 65 a 69 | 40    |
| 36    | 60 a 64 | 60    |
| 40    | 55 a 59 | 40    |
| 48    | 50 a 54 | 44    |
| 68    | 45 a 49 | 36    |
| 76    | 40 a 44 | 60    |
| 56    | 35 a 39 | 60    |
| 68    | 30 a 34 | 56    |
| 76    | 25 a 29 | 32    |
| 40    | 20 a 24 | 36    |
| 32    | 15 a 19 | 56    |
| 40    | 10 a 14 | 56    |
| 40    | 5 a 9   | 40    |
| 20    | 0 a 4   | 36    |

## Economia
El 2007 la població en edat de treballar era de 1.246 persones, 791 eren actives i 455 eren inactives. De les 791 persones actives 701 estaven ocupades (377 homes i 324 dones) i 89 estaven aturades (53 homes i 36 dones). De les 455 persones inactives 109 estaven jubilades, 105 estaven estudiant i 241 estaven classificades com a «altres inactius».

### Ingressos
El 2009 a Montéléger hi havia 552 unitats fiscals que integraven 1.469,5 persones, la mediana anual d'ingressos fiscals per persona era de 22.573 €.

### Activitats econòmiques
Dels 55 establiments que hi havia el 2007, 1 era d'una empresa alimentària, 1 d'una empresa de fabricació de material elèctric, 4 d'empreses de fabricació d'altres productes industrials, 7 d'empreses de construcció, 11 d'empreses de comerç i reparació d'automòbils, 4 d'empreses de transport, 4 d'empreses d'hostatgeria i restauració, 2 d'empreses d'informació i comunicació, 4 d'empreses financeres, 1 d'una empresa immobiliària, 10 d'empreses de serveis, 3 d'entitats de l'administració pública i 3 d'empreses classificades com a «altres activitats de serveis».
Dels 10 establiments de servei als particulars que hi havia el 2009, 1 era una oficina de correu, 1 paleta, 1 guixaire pintor, 2 fusteries, 1 lampisteria, 2 perruqueries, 1 restaurant i 1 agència immobiliària.
Dels 3 establiments comercials que hi havia el 2009, 1 era una gran superfície de material de bricolatge, 1 una fleca i 1 una floristeria.
L'any 2000 a Montéléger hi havia 31 explotacions agrícoles que ocupaven un total de 460 hectàrees.

## Equipaments sanitaris i escolars
El 2009 hi havia 1 un hospital de tractaments de llarga durada i 1 psiquiàtric.
El 2009 hi havia una escola elemental.

## Poblacions més properes
El següent diagrama mostra les poblacions més properes.